# 馬亞圭斯
18°12′04″N 67°08′23″W / 18.20111°N 67.13972°W
馬亞圭斯（英語），綽號西方的蘇丹娜（西班牙語：La Sultana del Oeste）、上帝之城（西班牙語：Ciudad de Dios）、淨水城（西班牙語：Ciudad de las Aguas Puras），是美國屬地波多黎各的一個自治市，位於波多黎各島西部海岸，也包括莫納島。面積709.89平方公里，2020年人口73,077人，是該島第九大城市。下分馬亞圭斯和20區。
1760年7月19日建立。1894年4月6日，西班牙王室御賜稱號「優秀的馬亞圭斯城」（西班牙語：La excelente ciudad de Mayagüez）。2010年，中美洲及加勒比海運動會於此舉辦。